# Drosophila unispina
Drosophila unispina este o specie de muște din genul Drosophila, familia Drosophilidae, descrisă de Toyohi Okada în anul 1956. Conform Catalogue of Life specia Drosophila unispina nu are subspecii cunoscute.